# Harry Daghlian

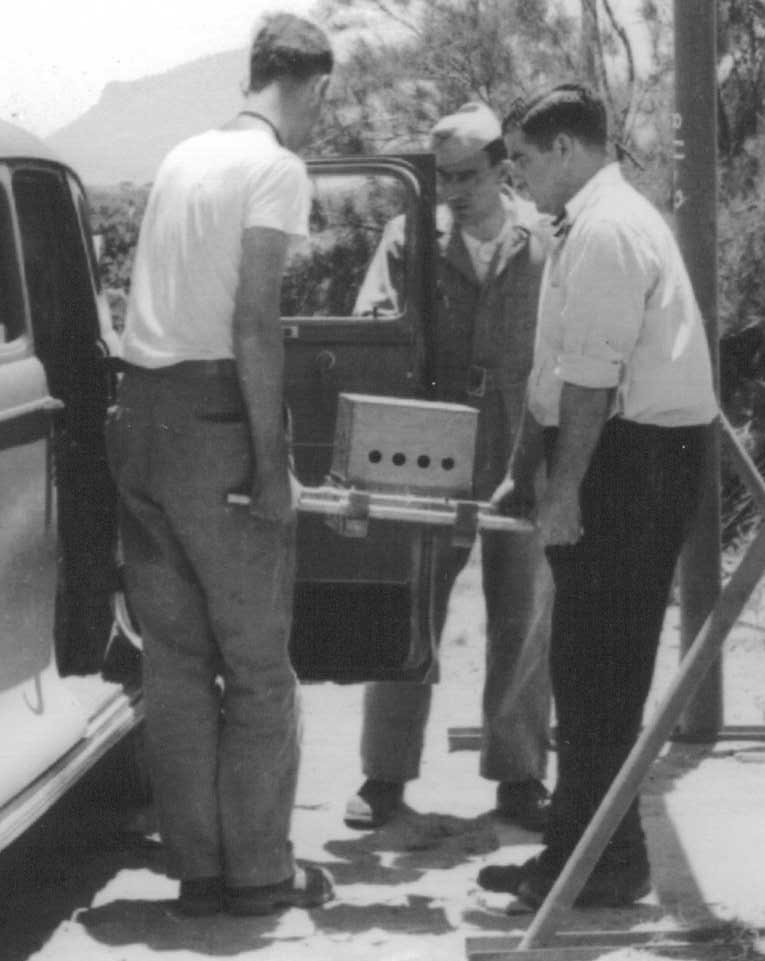
Herbert Lehr (stânga) și Harry Daghlian, Jr. (dreapta), încărcând asamblat care conține fosa de plutoniu și declanșatorul într-un sedan pentru transport de la la turnul de declanșare pe.

Haroutune Krikor Daghlian Jr. (n. 4 mai 1921, Waterbury, Connecticut, SUA – d. 15 septembrie 1945, New Mexico, SUA) a fost un fizician american activ în cadrul proiectului Manhattan de proiectare și producție a bombelor atomice folosite în al Doilea Război Mondial. El s-a iradiat⁠(d) accidental pe 21 august 1945, în timpul unui experiment cu masă critică în situl îndepărtat Omega al Laboratorului Los Alamos⁠(d) din New Mexico și a murit 25 de zile mai târziu din cauza iradierii acute.
Daghlian s-a iradiat ca urmare a unui accident de criticitate⁠(d) care a avut loc când a scăpat accidental o cărămidă de carbură de tungsten pe un nucleu de bombă de 6,2 kg din aliaj plutoniu-galiu⁠(d). Acest nucleu, poreclit ulterior „nucleul-demon⁠(d)”, a fost mai târziu implicat în moartea unui alt fizician, Louis Slotin⁠(d).

## Tinerețea
Haroutune Krikor Daghlian Jr., de origine armeană, s-a născut în Waterbury, Connecticut, la 4 mai 1921, unul dintre cei trei copii ai lui Margaret Rose (născută Currie) și Haroutune Krikor Daghlian. Tatăl său era din Gaziantep, Turcia. Avea o soră, Helen, și un frate, Edward. După nașterea sa, familia s-a mutat în orașul New London, Connecticut, de pe malul oceanului. A studiat la Harbour Elementary School, unde a cântat la vioară în orchestra școlii și la Bulkeley High School. În 1938, la vârsta de 17 ani, a intrat la Massachusetts Institute of Technology, intenționând să studieze matematica, dar a devenit mai interesat de fizică, în special de fizica particulelor, care se dezvolta atunci ca un interesant nou domeniu. Acest interes l-a determinat să se transfere la West Lafayette, Indiana⁠(d), campusul Universității Purdue⁠(d), pe care a absolvit-o cu o diplomă de licență în științe⁠(d) în 1942. Apoi a început să lucreze la doctorat, asistându-l pe Marshall Holloway⁠(d) cu ciclotronii. În 1944, pe când era încă student postuniversitar, s-a alăturat Grupului de Adunare Critică al lui Otto Frisch de la Laboratorul Los Alamos⁠(d) al Proiectului Manhattan.

## Accidentul și moartea
În timpul unui experiment efectuat în 21 august 1945, Daghlian încerca să construiască manual un reflector de neutroni⁠(d) prin stivuirea unui set de cărămizi de 4,4 kg de carbură de tungsten într-o manieră incrementală în jurul unui miez de plutoniu. Scopul reflectorului de neutroni era de a reduce masa necesară pentru ca nucleul de plutoniu să atingă criticitatea. El muta ultima cărămidă deasupra ansamblului, când contoarele de neutroni l-au alertat pe Daghlian că adăugarea acelei cărămizi ar face ca sistemul să devină supercritic. În timp ce își retrăgea mâna, a scăpat din neatenție cărămida în centrul ansamblului. Deoarece ansamblul era deja aproape în stare critică, adăugarea accidentală a acelei cărămizi a făcut ca reacția să intre imediat în regiunea critică promptă⁠(d) de comportament neutronic. Acest lucru a dus la un accident de criticitate⁠(d).
Daghlian a reacționat imediat după ce a scăpat cărămida și a încercat să dea cărămida jos de pe ansamblu fără succes. El a fost obligat să demonteze o parte din grămada de carbură de tungsten pentru a opri reacția.
S-a estimat că Daghlian a primit o doză de 510 rem⁠(d) (5.1 Sv) de radiație neutronică⁠(d), din circa 1016 fisiuni. În ciuda îngrijirii medicale intensive, el a dezvoltat simptome de iradiere acută, iar sora lui și mama văduvă au fost aduse cu avionul să aibă grijă de el. A intrat în comă și a murit la 25 de zile după accident. A fost primul deces cunoscut cauzat de un accident de criticitate. Trupul său a fost returnat la New London, unde a fost înmormântat la Cedar Grove Cemetery⁠(d).

## Urmările accidentului
Ca urmare a incidentului, reglementările de siguranță pentru proiect au fost reanalizate și revizuite. S-a înființat un comitet special care a revizuit toate experimentele similare și a recomandat proceduri de siguranță adecvate. Printre aceste schimbări de procedură s-au numărat obligativitatea prezenței a minimum două persoane implicate într-un astfel de experiment, utilizarea a cel puțin două instrumente care monitorizează intensitățile neutronilor cu alerte sonore și pregătirea unui plan pentru metodele de operare și orice măsuri contra evenimentelor neprevăzute care ar putea apărea în timpul experimentelor similare. În plus, au fost inițiate discuții și proiecte pentru dispozitive de testare controlate de la distanță, care au dus în cele din urmă la crearea dispozitivului Godiva⁠(d).
Aceste schimbări nu au împiedicat apariția unui alt accident de criticitate la Los Alamos în anul următor. Louis Slotin⁠(d), un coleg de-al lui Daghlian, a murit în 1946 în timp ce efectua teste de criticitate pe același nucleu de plutoniu. După aceste două incidente, acesta a căpătat numele de „nucleul-demon⁠(d)”, și toate experimentele similare de criticitate au fost oprite până când s-au dezvoltat și au devenit disponibile dispozitivele de asamblare controlate de la distanță.
În 2000, orașul New London a ridicat o piatră memorială și a înălțat un drapel în Calkins Park în memoria lui Daghlian. Pe monument, numele său de familie este scris greșit „Daghiian”, alături de textul: „deși nu era în uniformă, a murit în slujba țării sale”.